# Sandra Torres
Sandra Julieta Torres Casanova (Melchor de Mencos, El Petén, 5 de outubro de 1955) é uma política e empresária guatemalteca. Foi primeira-dama da Guatemala (2008-2011) devido ao seu casamento com Álvaro Colom, que governou o país. Ela também foi candidata à presidência da Guatemala em 2015, 2019 e 2023, tendo perdido três vezes no segundo turno. Foi secretária-geral da Unidade Nacional da Esperança (UNE) nos períodos 2012-2019 e a partir de 2021.
Como primeira-dama da Guatemala, promoveu programas sociais com o marido, sendo estes questionados porque, segundo críticos, houve extrapolação de funções e serviam para promover a sua imagem, o que a levou a divorciar-se para buscar a presidência desde 2011.